# Drawa (rijeka u Poljskoj)
Drawa (niem. Drage) – rijeka je u zapadnoj Poljskoj a duljine je 185,9 km. Drawin slijev obuhvaća oko 3.000 četvornih kilometara.
Izvor Drawe se nalazi u okolici mjesta Zdroja u Drawskim Krajobraznim Parku. Drawa se ulijeva u rijeku Noteć.

## Vanjske poveznice
|  | Zajednički poslužitelj ima još gradiva o temi Drawa (rijeka u Poljskoj) |

- Krajobrazni Park Drawieński, poljski jezik
- Opis Drawe, poljski jezik